# Kyōkai no kanata
Kyōkai no kanata (jap. 境界の彼方) – seria light novel autorstwa Nagomu Toriiego z ilustracjami Tomoyo Kamoi, publikowana od czerwca 2012 do grudnia 2013 nakładem studia Kyoto Animation. 
Na jej podstawie Kyoto Animation stworzyło serial anime, który emitowano od października do grudnia 2013. Dwuczęściowy film anime, zatytułowany Poza granicami: Będę tu, miał premierę w 2015 roku; pierwsza część, Przeszłość, ukazała się w marcu, natomiast druga, Przyszłość, w kwietniu.

## Fabuła
Pewnego dnia licealista Akihito Kanbara instynktownie rusza na ratunek swojej koleżance ze szkoły, Mirai Kuriyamie, która próbuje popełnić samobójstwo. W odpowiedzi na jego błagania Mirai nagle przebija Akihito mieczem utworzonym z własnej krwi i jest zszokowana odkryciem, że chłopak jest nieśmiertelnym „pół-youmu” – potomkiem nadprzyrodzonej istoty zwanej youmu i człowieka. Po tym, jak dowiaduje się, że Mirai jest Wojowniczką Świata Duchowego – specjalistką chroniącą ludzi przed wpływem youmu – oraz ostatnią żyjącą członkinią swojego klanu łowców duchów, ich losy splatają się. Akihito postanawia pomóc Mirai nabrać pewności siebie w zabijaniu youmu, aby przestała próbować zabić jego jako formę treningu.
Youmu to nadprzyrodzone istoty, które pojawiają się w całej serii i mogą być widziane tylko przez osoby posiadające nadnaturalne zdolności. Mówi się, że są one fizyczną materializacją ludzkiej wrogości, takiej jak negatywne emocje, w tym nienawiść, zazdrość i złośliwość. Dlatego dopóki ludzie istnieją, youmu również będą istnieć. Mogą przybierać różne kształty i formy, a niektóre z nich mają nawet ludzki wygląd. W rzadkich przypadkach, gdy youmu i człowiek mają potomstwo, nazywa się je pół-youmu. Większość youmu jest stosunkowo łagodna i współistnieje z ludźmi, którzy często nie są nawet świadomi ich obecności. Zdarza się jednak, że zachowanie youmu zaburza równowagę, wtedy wysyłani są Wojownicy Świata Duchowego, aby je wyeliminować. Po śmierci youmu pozostawia po sobie kamień youmu, który może zostać wyceniony i sprzedany, co stanowi źródło dochodu dla Wojowników Świata Duchowego.

## Bohaterowie
- Akihito Kanbara (jap. 神原 秋人 Kanbara Akihito)

Seiyū: Kenn, Mei Tanaka (dziecko) 
- Mirai Kuriyama (jap. 栗山 未来 Kuriyama Mirai)

Seiyū: Risa Taneda 
- Mitsuki Nase (jap. 名瀬 美月 Nase Mitsuki)

Seiyū: Minori Chihara 
- Hiroomi Nase (jap. 名瀬 博臣 Nase Hiroomi)

Seiyū: Tatsuhisa Suzuki, Ayane Sakura (dziecko) 

## Light novel
Seria została napisana przez Nagomu Toriiego, a ilustrację do niej wykonała Tomoyo Kamoi. Torii zgłosił pierwszą książkę z serii do 2. edycji konkursu Kyoto Animation Award w 2011 roku, gdzie zdobyła wyróżnienie w kategorii powieści. Studio opublikowało później pierwszy tom pod imprintem KA Esuma Bunko 9 czerwca 2012. Ostatni, 3. tom, ukazał się 2 października 2013.
| Nr | Data wydania (język japoński) | ISBN (język japoński)  |
| -- | ----------------------------- | ---------------------- |
| 1  | 9 czerwca 2012                | ISBN 978-4-9905812-4-4 |
| 2  | 8 kwietnia 2013               | ISBN 978-4-907064-04-4 |
| 3  | 2 października 2013           | ISBN 978-4-907064-07-5 |

## Anime
Adaptacja w formie telewizyjnego serialu anime, wyprodukowana przez studio Kyoto Animation i wyreżyserowana przez Taichiego Ishidate, była emitowana od 2 października do 18 grudnia 2013. Motywem otwierającym jest „Kyōkai no kanata” (jap. 境界の彼方) w wykonaniu Minori Chihary, a utworem końcowym „Daisy”, autorstwa Stereo Dive Foundation. 
Trzy odcinki ONA, zatytułowane Kyōkai no kanata: Idol saiban! Mayoi nagara mo kimi wo sabaku tami (jap.  きょうかいのかなた アイドル裁判！～迷いながらも君を裁く民～), były publikowane między 18 listopada a 16 grudnia 2013 na oficjalnej stronie anime za pośrednictwem YouTube. Dwa dodatkowe odcinki Idol saiban! wraz z pierwszymi trzema oraz odcinkiem OVA zostały wydane na DVD i Blu-ray 2 lipca 2014.

## Film kinowy
Dwuczęściowy film anime, zatytułowany Poza granicami: Będę tu (jap. 劇場版 境界の彼方 -I'LL BE HERE- Gekijōban Kyōkai no kanata: I’ll Be Here), został wyprodukowany przez studio Kyoto Animation i wyreżyserowany przez Taichiego Ishidate. Pierwszy film, Przeszłość (jap. 過去篇 Kako-hen), miał premierę 14 marca 2015. Motywem przewodnim jest „Daisy” w wykonaniu Stereo Dive Foundation.
Drugi film, Przyszłość (jap. 未来篇 Mirai-hen), został wydany 25 kwietnia 2015, a jego utworem przewodnim jest „Aitakatta sora” (jap. 会いたかった空) śpiewane przez Minori Chiharę. Przeszłość przedstawia wydarzenia z serialu telewizyjnego, natomiast Przyszłość to oryginalna historia osadzona rok po zakończeniu serii.
W Polsce pierwszy z filmów miał premierę 19 lutego 2019 na antenie 2x2, natomiast drugi został wyemitowany 23 lutego tego samego roku. Oba filmy zostały również wydane cyfrowo nakładem wydawnictwa Animagia.